# Barbara Hershey

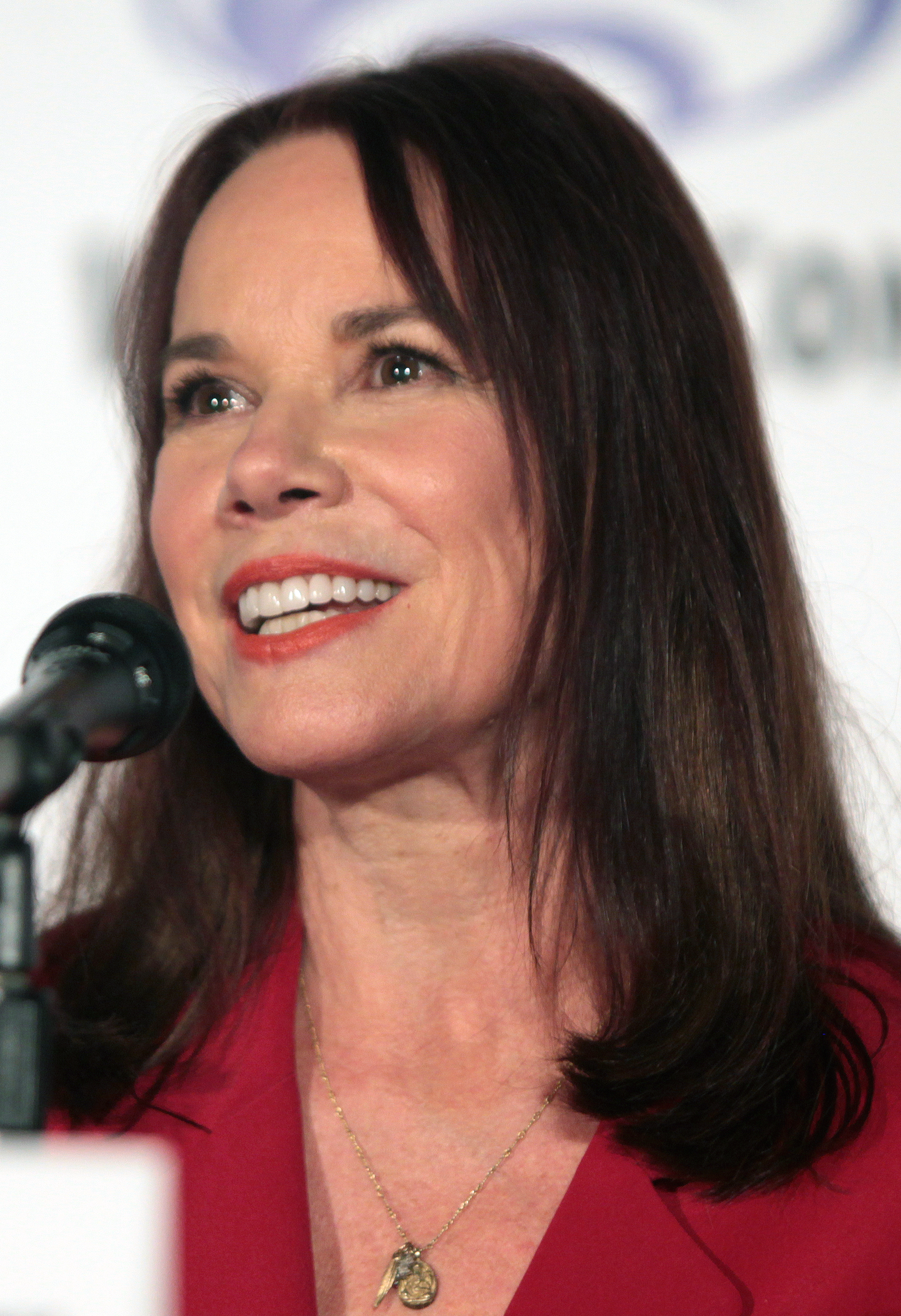
Barbara Hershey (2016)

Barbara Hershey (* 5. Februar 1948 als Barbara Lynn Herzstein in Hollywood, Kalifornien) ist eine US-amerikanische Schauspielerin.

## Leben
Die Tochter der Kaufhausangestellten Melrose Herzstein, geborene Moore, und des Berufsspielers Arnold Nathan Herzstein besuchte die Hollywood High School, entdeckte schon früh ihr schauspielerisches Talent und begann 1965 ihre Karriere mit einem Gastauftritt in drei Episoden der Serie Gidget.
1966 folgten Auftritte in der Fernsehserie Die Monroes. Hershey empfand die Mitarbeit dort jedoch als so niederschmetternd, dass sie anonyme Beschwerdebriefe an die Produzenten schrieb, die Serie schnellstmöglich einzustellen.
Ihr Filmdebüt hatte sie 1968 in der Komödie Der Mann in Mammis Bett, dem letzten Film mit Doris Day. Danach spielte sie mit Glenn Ford in dem Western Pulver und Blei, bei dem sie mit David Carradine, dem späteren Star der Fernsehserie Kung Fu, vor der Kamera stand. Die beiden wurden ein Paar und ein Symbol für die Gegenkultur in Hollywood – ihren Sohn nannten sie „Free“ (er wählte später den Namen Tom).
Im selben Jahr übernahm sie die Hauptrolle des promiskuitiven Teenagers Sandy in dem skandalträchtigen Filmdrama Petting, einer Verfilmung des Romans Das war im letzten Sommer von Evan Hunter unter der Regie von Frank Perry. Der Film wurde mit einem sogenannten „X rating“ als jugendgefährdend eingestuft; er schockierte durch eine Vergewaltigungsszene. Während der Produktion von Petting wurde eine Seemöwe (englisch „seagull“) getötet. Hershey fühlte sich für deren Tod persönlich verantwortlich und ließ sich in den frühen 1970er Jahren als Respektbezeugung für das Tier einige Jahre lang Barbara Seagull nennen.
Auf ihre schauspielerische Leistung in dem genannten Film wurde Woody Allen aufmerksam, der ihr eine Hauptrolle in seinem Film Hannah und ihre Schwestern (1986) anbot, was ihre Karriere wiederbelebte.
Von 1999 bis 2009 war sie die Lebensgefährtin des britischen Schauspielers Naveen Andrews, sie lernten sich bei den Dreharbeiten zu Drowning on Dry Land (1999) kennen. In der US-Fantasyserie Once Upon a Time – Es war einmal … spielte Hershey von 2012 bis 2013 die wiederkehrende Rolle der Cora. In den deutschen Synchronfassungen wird Barbara Hershey von Kerstin Sanders-Dornseif gesprochen.

## Filmografie (Auswahl)
- 1966: Katy (The Farmer’s Daughter, Fernsehserie, zwei Folgen)
- 1968: Der Mann in Mammis Bett (With Six You Get Eggroll)
- 1968: High Chaparral (The High Chaparral, Folge 25: Der Friedenstifter)
- 1968: Invasion von der Wega (The Invaders, Folge 40: The Miracle)
- 1969: Pulver und Blei (Heaven with a Gun)
- 1969: Petting (Last Summer)
- 1970: 100 Dollar mehr, wenn’s ein Junge wird (The Baby Maker)
- 1970: Die Glut der Gewalt (The Liberation of L. B. Jones)
- 1972: Die Faust der Rebellen (Boxcar Bertha)
- 1973: Love Comes Quietly (Love Comes Quietly)
- 1976: Die Flut bricht los (Flood) (Fernsehfilm)
- 1976: Der Letzte der harten Männer (The Last Hard Men)
- 1979: Der Furchtlose/Geheimcode Intrepid (A Man Called Intrepid)
- 1980: Der lange Tod des Stuntman Cameron (The Stunt Man)
- 1981: Ein Senkrechtstarter kratzt die Kurve (Take This Job and Shove It)
- 1982: Entity – Es gibt kein Entrinnen vor dem Unsichtbaren, das uns verfolgt (The Entity)
- 1983: Der Stoff, aus dem die Helden sind (The Right Stuff)
- 1984: Der Unbeugsame (The Natural)
- 1986: Freiwurf (Hoosiers)
- 1986: Hannah und ihre Schwestern (Hannah and Her Sisters)
- 1987: Tin Men
- 1987: Shy People – Bedrohliches Schweigen (Shy People)
- 1988: Zwei Welten (A World Apart)
- 1988: Freundinnen (Beaches)
- 1988: Die letzte Versuchung Christi (The Last Temptation of Christ)
- 1990: Die Axtmörderin (Killing In A Small Town )
- 1990: Julia und ihre Liebhaber (Tune in Tomorrow …)
- 1991: Wehrlos (Defenseless)
- 1992: Der Reporter (The Public Eye)
- 1992: Grenzenlose Leidenschaft (Stay The Night)
- 1993: Falling Down – Ein ganz normaler Tag (Falling Down)
- 1993: Und ewig schleichen die Erben (Splitting Heirs)
- 1993: Wildes Land (Return to Lonesome Dove)
- 1993: Die Bibel – Abraham (Abraham)
- 1995: Das Tal der letzten Krieger (Last of the Dogmen)
- 1996: Der Zufallslover (The Pallbearer)
- 1996: Portrait of a Lady
- 1999: Breakfast of Champions – Frühstück für Helden (Breakfast of Champions)
- 1999: Drowning on Dry Land
- 1999–2000: Chicago Hope – Endstation Hoffnung (Chicago Hope, Fernsehserie, 22 Folgen)
- 2001: Lantana
- 2003: 11:14
- 2004: Riding the Bullet
- 2007: Bis später, Max! (Love Comes Lately)
- 2007: The Bird Can’t Fly
- 2008: Uncross the Stars
- 2009: Albert Schweitzer – Ein Leben für Afrika (Albert Schweitzer)
- 2010: Black Swan
- 2010: Insidious
- 2010: Mord im Orient-Express (Agatha Christie’s Poirot; Fernsehserie, Folge Murder on the Orient Express)
- 2012–2016: Once Upon a Time – Es war einmal … (Once Upon a Time, Fernsehserie, 15 Folgen)
- 2012: Left to Die
- 2013: Insidious: Chapter 2
- 2014: Once Upon a Time in Wonderland (Fernsehserie, Folge 1x11)
- 2014: Sister
- 2016: Damien (Fernsehserie, zehn Folgen)
- 2018: Akte X – Die unheimlichen Fälle des FBI (The X-Files, Fernsehserie, drei Folgen)
- 2018: Insidious: The Last Key
- 2020: Paradise Lost (Fernsehserie, zehn Folgen)
- 2021: The Manor
- 2022: 9 Bullets
- 2023: Strange Darling
- 2023: Beacon 23 (Fernsehserie, zwei Folgen)

## Auszeichnungen
- 1967: Auszeichnung – Western Heritage Awards – Kategorie: TV-Drama – The Monroes (zusammen mit der Crew)
- 1970: Nominierung – Laurel Awards – Kategorie: Weiblicher Newcomer – Petting
- 1987: Nominierung – British Academy Film Awards – Beste weibliche Nebenrolle – Hannah und ihre Schwestern
- 1987: Auszeichnung – Filmfestspiele von Cannes 1987 – Beste Schauspielerin – Shy People – Bedrohliches Schweigen
- 1988: Auszeichnung – Internationale Filmfestspiele von Cannes 1988 – Beste Schauspielerin – Zwei Welten (zusammen mit Jodhi May und Linda Mvusi)
- 1989: Auszeichnung – Golden Globes – Beste weibliche Nebenrolle – Die letzte Versuchung Christi
- 1990: Auszeichnung – Emmy Awards – Outstanding Lead Actress in A Miniseries/TV Film – Killing in a Small Town
- 1991: Nominierung – Emmy Awards – Outstanding Lead Actress in A Miniseries/TV Film – Paris Trout
- 1991: Auszeichnung – Golden Globes – Beste Schauspielerin in einem TV Film – Killing in a Small Town
- 1996: Auszeichnung – Los Angeles Film Critics Association Awards – Beste weibliche Nebenrolle – Portrait of a Lady
- 1997: Nominierung – Golden Globes – Beste weibliche Nebenrolle – Portrait of a Lady
- 1997: Nominierung – Academy Awards – Beste weibliche Nebenrolle – Portrait of a Lady
- 1997: Auszeichnung – National Society of Film Critics Award – Beste weibliche Nebenrolle – Portrait of a Lady
- 1999: Nominierung – Golden Satellite Awards – Beste Schauspielerin in einem TV Film – The Staircase
- 2001: Auszeichnung – IF Awards – Beste Schauspielerin – Lantana (zusammen mit Kerry Armstrong, Rachel Blake, Daniella Farinacci und Leah Purcell)
- 2002: Auszeichnung – Filmfest München – CineMerit Award